# کلب‌علی‌کندی
کلب‌علی‌کندی یکی از روستاهای استان آذربایجان شرقی است که در دهستان چاراویماق شمال شرقی بخش مرکزی شهرستان هشترود واقع شده‌است.
ب